# Ciucea
Ciucea é uma comuna romena localizada no distrito de Cluj, na região histórica da Transilvânia. A comuna possui uma área de 46.56 km² e sua população era de 1723 habitantes segundo o censo de 2007.